# Comenziolo (fratello di Foca)
Comenziolo (in greco Κομεντίολος?, Komentíolos; ... – 610 o 611) era il fratello dell'imperatore romano d'Oriente Foca (r. 602-610).
Non si sa nulla della sua giovinezza, se non che era figlio di Domezia, insieme a Foca e al successivo magister officiorum Domenziolo. Elevato da Foca al rango di patrizio e alla carica di magister militum, era a capo dell'esercito orientale dell'Impero bizantino che stava affrontando i sassanidi quando Foca fu rovesciato e giustiziato da Eraclio (r. 610-641) nel 610.
Comenziolo si rifiutò di riconoscere la successione di Eraclio e, riportando le truppe nei quartieri invernali di Ancyra, progettò di attaccare Costantinopoli e vendicare la morte dei suoi fratelli Foca e Domenziolo. Eraclio graziò suo nipote, il figlio di Domenziolo (anch'egli di nome Domenziolo), e inviò il rispettato ex generale Filippico come ambasciatore. Comenziolo imprigionò Filippico e minacciò di farlo giustiziare, ma fu a sua volta assassinato dal patrizio Giustino (tardo 610 o 611). La ribellione, e con essa una seria minaccia alla presa del potere di Eraclio, che era ancora molto fragile, morì insieme a lui.